# Glenea assamensis
Glenea assamensis là một loài bọ cánh cứng trong họ Cerambycidae.